# Hugo Oushoorn
Hugo Oushoorn (Rotterdam, 4 juni 1874 – Den Haag, 3 juni 1945) was een Nederlands cellist, pianist en dirigent.
Hij was zoon van muzikant/muziekleraar Frederikus Oushoorn en Johanna Adriana van der Vall. Broers Frederikus Jacobus Oushoorn en Jacobus Hendrikus Oushoorn zaten ook in de muziekwereld. Hijzelf was tussen 1908 en 1926 getrouwd met de Britse Alice Miller Potts, de scheiding spreekt van “verblijfplaats onbekend” van Potts.
Hugo kreeg in eerste instantie les van zijn vader en vermoedelijk ook van zijn oudere broer Frederikus Jacobus. De echte opleiding begon bij Oscar Eberlé (cello), Max van de Sandt (piano), Friedrich Gernsheim (ensemblespel) en Willy Hess (viool). In het seizoen 1893/1894 schoof hij als cellist aan bij het Concertgebouworkest, hij woonde toen in De Pijp. Daarna speelde hij van orkest tot orkest in Glasgow (voorloper Royal Scottish National Orchestra); hij trad daar ook op in het gelieerde kamermuziekensemble (Chamber Concerts) met Ad Brodsky, Ernst Denhof en Maurice Sons. Hij vertrok in 1897 naar Leipzig en vervolgens naar Frankfurt am Main (Frankfurter Muzeumkonzerte) bij dat laatste orkest was Willem Mengelberg de dirigent. En passant studeerde hij er ook bij Hugo Becker. In de seizoenen 1910-1912 was hij cellist en leraar in Londen. Drie jaar later (1915) werd hij docent aan het Geisler Conservatorium in Posen; hij werd er ook tweede dirigent van het orkest van het stedelijk theater. Ook daar vond hij geen rust want hij moest in verband met de veranderingen in het politieke klimaat na de Eerste Wereldoorlog vertrekken en werd concertmeester en dirigent van de Poolse Staatsopera te Warschau en leraar aan het plaatselijke conservatorium. Dit werd opgevolgd door betrekkingen in Dresden (1919) en Stockholm bij het Konzertföreningen) van Georg Schnéevoigt (1920).
Vanaf 1923 was hij weer terug in Nederland om er solocellist te worden bij de Arnhemsche Orkestvereeniging, waar hij in 1931 solocellist af was (hij werd opgevolgd door zijn leerling Henk Franke), maar tot 1935 cellist was. In dat jaar werd hij ontslagen als gevolg van een verjonging van het orkest. In 1936 verhuisde hij naar Den Haag.  